# Диего Антонио Рейес
Диего Антонио Рейес Росалес (на испански: Diego Antonio Reyes Rosales) е мексикански футболист, защитник, който играе за Тигрес УАНЛ.

## Кариера

### Клуб Америка
Рейес преминава през всички възрастови групи на футболната академия на Клуб Америка и е смятан за един от големите таланти. Той дебютира за клуба на 25 април 2010 г. на 17-годишна възраст срещу Сантос Лагуна на Естадио Ацтека, като влиза като резерва в 86-а минута на мястото на Анхел Рейна. Рейес вкарва първия си гол срещу Естудиантес Тесос по време на турнира Клаусура 2011. Постепенно се утвърждава като титуляр.
Рейес изиграва последният си мач с Клуб Америка на 26 май 2013 г., играейки на финала на турнира Клаусура срещу Крус Асул, макар и само 26 минути от мача.

### Порто
На 17 декември 2012 г. е обявено, че Рейес ще премине в португалския клуб Порто на 1 юли 2013 г. срещу 7 млн. евро.

### Реал Сосиедад
На 14 юли 2015 г. испанският клуб от Ла Лига Реал Сосиедад обявява, че е сключил споразумение с Порто за наем за Рейес, без възможност за закупуване. Той дебютира на 22 август срещу Депортиво Ла Коруня. На 18 октомври получава първият си червен картон при загубата с 0:2 от Атлетико (Мадрид).
На 8 февруари 2016 г. Рейс отбелязва първия си гол за Реал Сосиедад при 5:0 срещу Еспаньол.

### Еспаньол
На 31 август 2016 г. Рейес се присъединява към Еспаньол под наем, като клубът има възможност да закупи играча в края на сделката. На 30 октомври Рейес вкарва първия си гол за Еспаньол при победата с 1:0 над Реал Бетис.

### Фенербахче
На 25 август 2018 г. Рейес се присъединява към турския Фенербахче с тригодишен договор. На 1 септември 2018 г. прави своя дебют с отбора при загубата с 2"3 срещу Кайсериспор.
На 25 август 2019 г. Фенербахче прекратява договора му.

### Леганес
На 31 януари 2019 г. Рейес се завръща в Испания в Леганес под наем за остатъка от сезона.

### Тигрес
На 26 август 2019 г. Рейес преминава в действащия шампион на Лига MX Тигрес УАНЛ с четиригодишен договор.

## Национален отбор
Рейес прави своя дебют за Мексико на Копа Америка 2011. Мексико обаче използва състава си до 22 години. Рейес прави пълен дебют на 25 март 2013 г. в квалификационен мач за Мондиал 2014 г. срещу САЩ на Естадио Ацтека. Рейес участва и в Купата на Конфедерациите през 2013 г., играейки единствения си мач при победата с 2:1 срещу Япония.

## Отличия

### Отборни
Клуб Америка
- Лига MX: Клаусура 2013

Порто
- Примейра лига: 2017/18

### Международни
Мексико 23
- Панамерикански игри: 2011
- КОНКАКАФ Олимпийски квалификации: 2012[13]
- Тулон: 2012
- Летни олимпийски игри: 2012

Мексико
- КОНКАКАФ Голд Къп: 2015
- КОНКАКАФ Къп: 2015

### Индивидуални
- Дебютант на турнира: Клаусура 2011